# Manta alfredi

Legenda1
Legenda2

A Mobula alfredi, comumente conhecida como jamanta-de-recife, é uma espécie de jamanta que pertence à família Mobulidae. É reconhecida pela sua imponente envergadura e aparência majestosa, sendo uma das maiores espécies de jamantas do mundo. A sua coloração geralmente varia de tons escuros a tons mais claros, muitas vezes com padrões distintos que ajudam na identificação individual.
Estas criaturas fascinantes são encontradas em águas tropicais e subtropicais em todo o mundo, preferindo ambientes costeiros e oceânicos. A jamanta-do-recife é conhecida pelas suas migrações sazonais e pode ser avistada em diferentes partes dos oceanos, desde recifes de coral até às águas abertas. A sua alimentação consiste principalmente em plâncton, que é filtrado através das grandes brânquias, localizadas na parte ventral e anterior do seu corpo.
Apesar da sua impressionante presença, a jamanta-de-recife é geralmente inofensiva para os seres humanos, sendo uma espécie dócil e curiosa. No entanto, enfrenta ameaças significativas devido à pesca, poluição marinha e degradação dos habitats. Como resultado, a conservação da Mobula alfredi tornou-se uma preocupação global, com esforços dedicados para a sua proteção e preservação, uma vez que esta espécie é vital para os ecossistemas marinhos.

## Etimologia

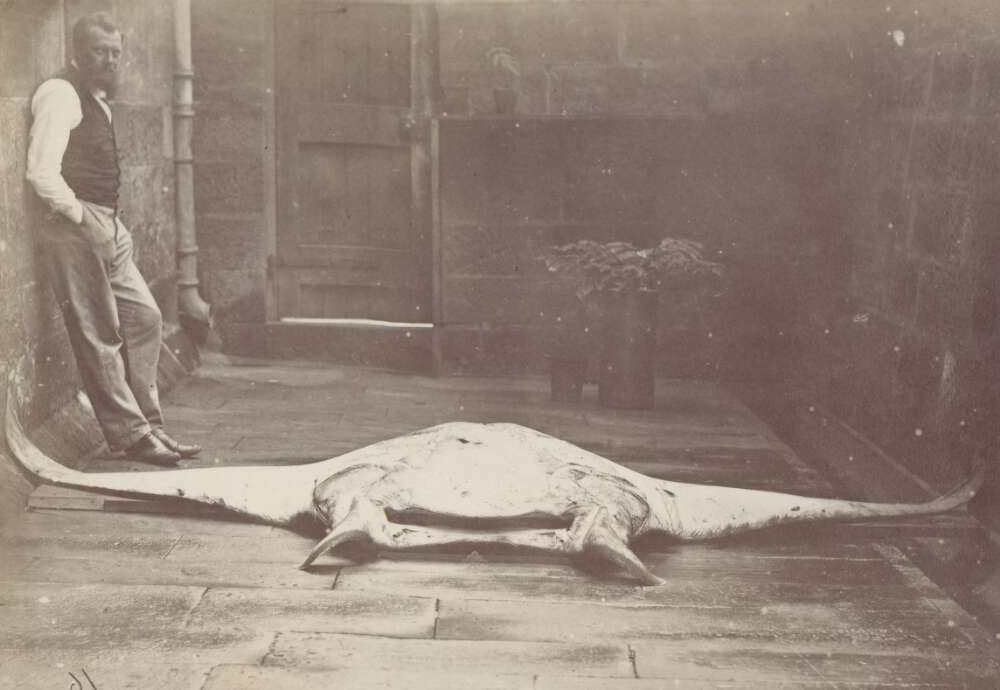
The Prince Alfred Ray

A espécie Mobula alfredi, mais vulgarmente conhecida por jamanta-de-recife, foi mencionada pela primeira vez em 1868 pelo paleontologista Gerard Krefft. O nome desta espécie foi proposto em homenagem ao filho da Rainha Vitória de Inglaterra, Príncipe Alfred, que sofreu um atentado no mesmo ano. No entanto, não foi aceite. Posteriormente, em 2009, quando a redescrição da espécie foi feita pela Drª Andrea Marshall, o nome sugerido pelo pesquisador australiano foi aceite, mantendo assim o nome e a homenagem prestada pelo mesmo.

## História
Até 2009, as espécies da jamantas-de-recife eram classificadas como Mobula birostis (Jamanta-oceânica). Devido à observação dos diferentes comportamentos entre estes dois grupos de animais diferentes, estas espécies foram separadas taxonomicamente. As espécies de M. alfredi distinguem-se da Mobula birostis pelo seu tamanho, coloração e pelo tamanho das barbatanas peitorais, uma vez que são ligeiramente mais alongadas.

## Características Morfológicas

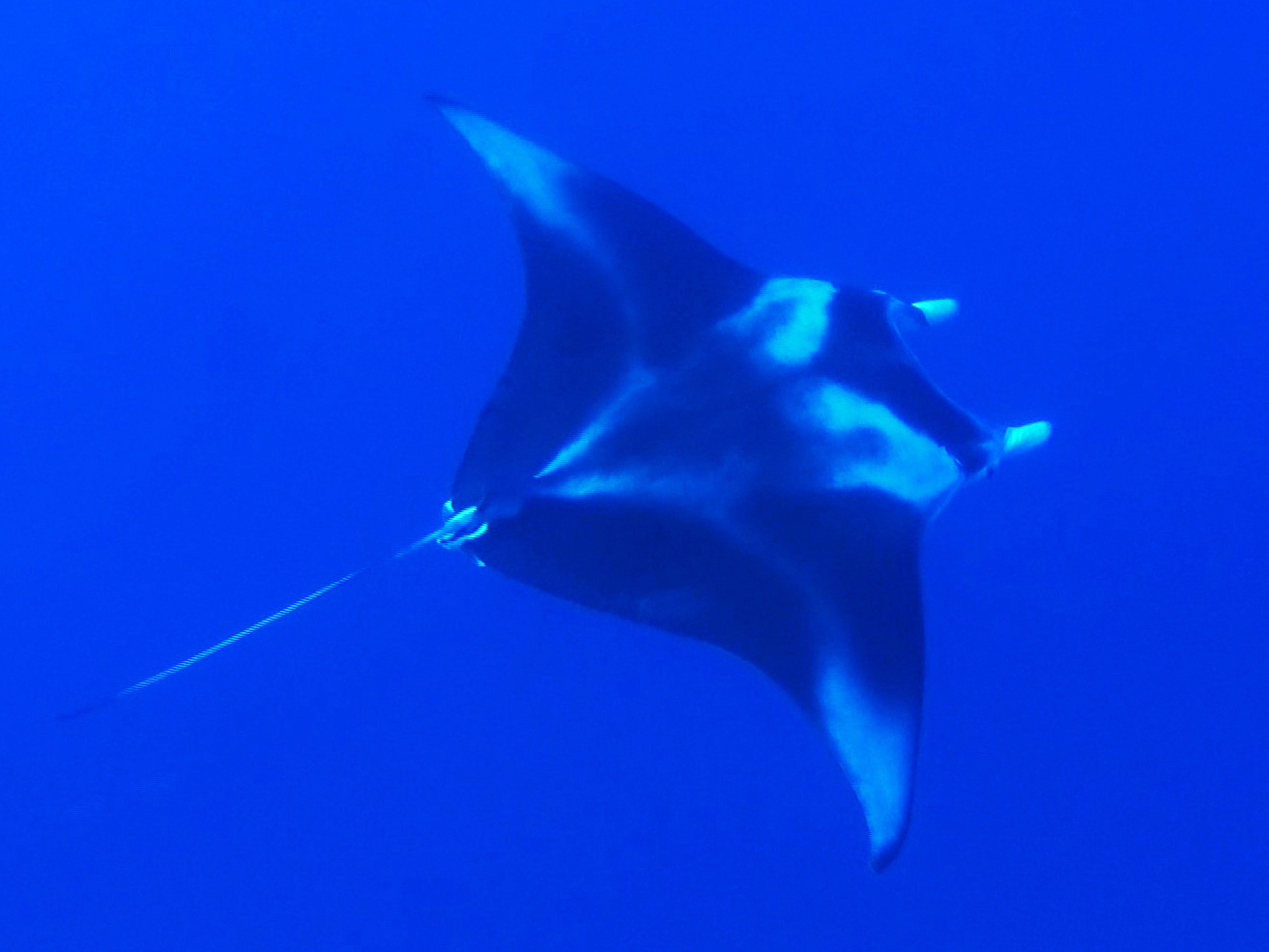
Mobula alfredi

Em comparação com a espécie de M.birostis, a Mobula alfredi  possui dimensões inferiores, uma vez, que em média, estas possuem um comprimento entre 300 cm a 350 cm, podendo alcançar um máximo de 450 cm. O peso das jamantas-de-recife pode chegar a atingir, um máximo de 700 kg. Esta espécie apresenta uma coloração escura dorsalmente, geralmente com duas áreas mais claras no topo da cabeça. A separação longitudinal entre estas áreas forma uma espécie de “Y”.
As móbulas possuem um corpo achatado dorso-ventralmente, com barbatanas peitorais modificadas, alongadas e angulas que proporcionam, além de melhor hidrodinâmica, uma melhor capacidade de natação. Também possuem projeções na cabeça chamados de lobos ou barbatanas cefálicas que auxiliam, primordialmente, na alimentação das espécies.
Esta espécie (Mobula alfredi) possui uma cauda delgada em forma de chicote, com nenhuma espinha caudal distinta ou massa cartilaginosa na base da cauda. A barbatana dorsal é pequena e localizada na base da cauda. Possuem escamas placóides ou dentículos dérmicos pequenos em forma de botão, distribuídos uniformemente em ambas as superfícies: dorsal e ventral. Na superfície ventral estas escamas apresentam um tamanho ligeiramente maior.
Relativamente à parte dentária, a Mobula alfredi tem um ligamento dentário, composto por micro dentículos na mandíbula inferior, aproximadamente 6 a 8 fileiras, com um total de 900 a 1500 dentes para toda a banda dentária.
Para além das características mencionadas anteriormente, esta espécie não tem bexiga natatória, mas em compensação possuem o fígado oleoso para uma melhor sustentação do corpo na coluna d'água. Mesmo assim, possuem flutuabilidade negativa e quando param de nadar começam a afundar-se lentamente. Os olhos e o espiráculos estão posicionados lateralmente à cabeça, a boca é larga (podendo ser terminal ou subterminal). Os espiráculos são reduzidos e afuncionais. O cérebro da jamanta-de-recife é o maior de todos os peixes do mundo, considerando a proporção do tamanho do seu corpo. Os órgãos vitais estão centralizados na cavidade abdominal. A nível evolutivo, este grupo é considerado o grupo mais recente e de maior derivação entre os elasmobrânquios.

## Alimentação

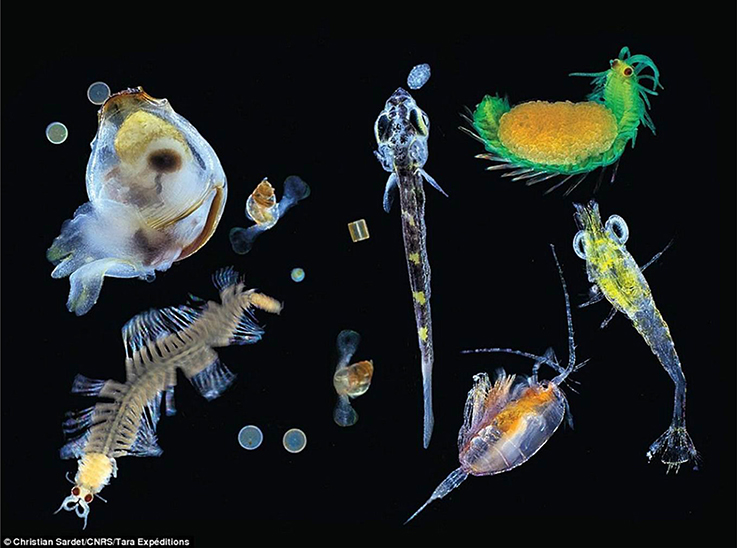
Zooplâncton

A M.alfredi é um ser vivo filtrador. Esta espécie tem uma dieta exclusiva de zooplâncton (pequenos organismos flutuantes na coluna de água). Durante a alimentação, as jamantas-de-recife estendem os seus chifres cefálicos e nadam de um modo mais calculado. A captura do zooplâncton é feita pelo processo de filtração através das fendas branquiais localizadas na parte inferior do corpo (zona ventral).  As jamantas desta espécie seguem as mudanças nas marés, direcionando-se para os canais mais rasos dos recifes, onde existe uma maior concentração de zooplâncton.  

## Reprodução
Normalmente, as jamantas-de-recife demoram a atingir a sua maturidade sexual. A maturidade sexual é alcançada, aproximadamente, aos 8 anos para as fêmeas (400 cm a 490 cm de largura de disco) e aos 6 anos para os machos ( 300 cm de largura de disco). As Manta alfredi apresentam um sistema reprodutivo intrigante, caracterizado por um período de descanso entre as gestações, geralmente de um a dois anos, sendo que algumas fêmeas podem estender esse intervalo para até dois anos. Esta pausa entre os ciclos reprodutivos destaca-se como um comportamento notável, proporcionando às fêmeas a oportunidade de recuperar energia antes de se envolverem novamente no processo de reprodução.
Durante o acasalamento, as fêmeas expressam sinais de receptividade aos machos, que seguem um complexo ritual de cortejo. Este processo é composto por cinco etapas distintas: perseguir, morder, copular, segurar pós-cópula e, por fim, separar. O cortejo pode-se estender por até duas horas, com os machos demonstrando a sua prontidão para acasalar, por meio de padrões de natação coordenados, velocidade aumentada e interações específicas. O ato de cópula em si é breve, demorando cerca de 15 a 35 segundos, durante os quais o macho morde a barbatana peitoral da fêmea e a vira de cabeça para baixo. As cicatrizes nas barbatanas peitorais sugerem um padrão de lateralização entre os raios, mostrando a preferencia dos machos pelas barbatanas peitorais esquerdas das fêmeas.
Após o acasalamento, os óvulos fertilizados desenvolvem-se no interior do oviduto da fêmea. No início, estes ficam no interior de um ovo e os embriões em desenvolvimento alimentam-se da gema. Após a eclosão do ovo, o filhote permanece no oviduto e recebe nutrição através de uma secreção leitosa. Por não ter ligação placentária com a mãe, a cria depende do bombeamento bucal para obter oxigênio. Normalmente, só se desenvolve um embrião, mas ocasionalmente, dois embriões podem desenvolver-se em simultâneo. O período de gestação é estimado entre 12 a 13 meses.
Quando totalmente desenvolvido, o filhote apresenta um disco com cerca 1,4 m e um peso de 9 kg, assemelhando-se a um adulto. A cria é expelida do oviduto, geralmente próximo à costa, e permanece em ambiente de águas rasas por alguns anos, durante o seu crescimento.

## Comunicação e Percepção
A disposição dos olhos, nas zonas laterais da cabeça, da jamanta-de-recife permite que estes individuos tenham uma visão mais ampla em todas as direções. Para além disso, estes indivíduos comunicam-se por meio de exibições de namoro. Existe uma teoria de que o olfato desempenha um papel importante durante o cortejo sexual. Essas criaturas possuem sistemas eletrosensoriais bem desenvolvidos, uma característica compartilhada com todos os elasmobrânquios e também têm a capacidade de detectar sons utilizando o seu ouvido interno.

## Habitat

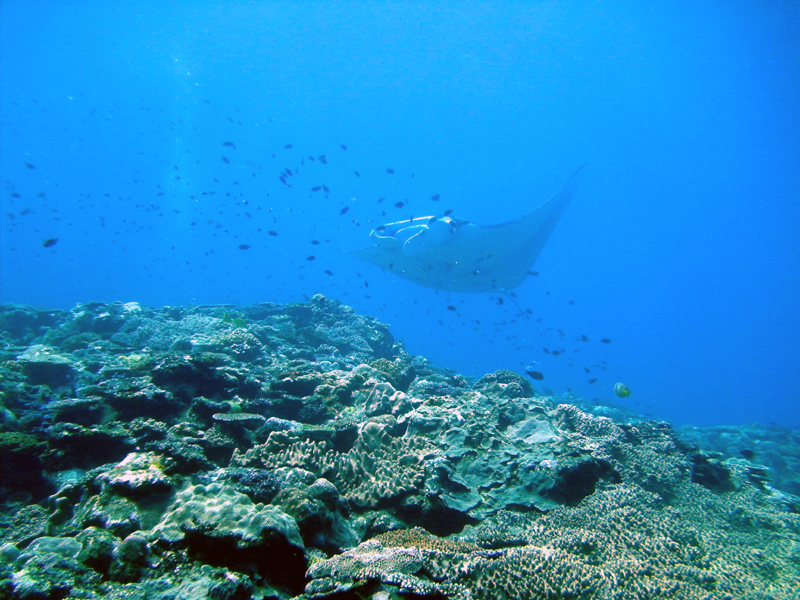
Recifes de corais

A M. alfredi é uma espécie marinha encontrada em habitats costeiros, a poucos quilômetros da costa, em regiões com latitudes tropicais e subtropicais. Esta espécie é frequentemente avistada próxima a recifes de corais e a áreas rochosas em atóis e baías, onde acredita-se que haja altas concentrações de zooplâncton. Embora se saiba que tendem a evitar águas profundas ou áreas abertas, a faixa exata de profundidade em que podem ser encontradas permanece incerta.

## Longevidade
Reavistamentos das jamantas-de-recife, identificados através de padrões únicos das manchas ao redor das suas fendas branquiais, foram registados durante um período de trinta anos. Assim, estima-se que esta espécie possa viver pelo menos quarenta anos na natureza. Embora as taxas de mortalidade dos juvenis sejam elevadas, a mortalidade dos adultos é baixa. Isso acontece, provavelmente, devido ao seu grande tamanho e ao número reduzido de predadores.

## Socialização e Coabitação
A Mobula alfredi é frequentemente encontrada em grandes grupos durante o processo de alimentação. Para além disso, estes indivíduos são observados, muitas vezes, a nadar em cardume. Devido à dispersão global desta espécie, é desafiador determinar com precisão o número total de indivíduos que compõem as suas populações. Atualmente, não existem informações exatas sobre o tamanho total da população global da jamanta-de-recife. No entanto, foram feitas estimativas para algumas populações em regiões específicas.

## Funções nos Ecossistemas
Como as jamantas-de-recife possuem a capacidade de consumir grandes quantidades de zooplâncton, estas podem causar o efeito de cima para baixo na estrutura das comunidades marinhas que habitam. No entanto, para ter a certeza desse acontecimento, serão necessários mais estudos sobre a sua ecologia.  A espécie da Mobula alfredi apresenta relações de mutualismo com as rêmoras (Echeneis naucrates), uma vez que estas limpam as jamantas e alimentam-se dos  ectoparasitas. Para além dessas relações, as jamantas também apresentam relações comensais com a espécie Lepeophtheirus acutus.

## Distribuição Geográfica
Em relação à distribuição geográfica da Mobula alfredi, esta espécie está amplamente distribuída pelas regiões tropicais e subtropicais do Oceano Índico e Pacífico Ocidental , incluindo as águas costeiras ao redor da Austrália, Japão, África do Sul, Tailândia, Havaí e Mar Vermelho. No Oceano Atlântico, os seus avistamentos são raros.

## Migração

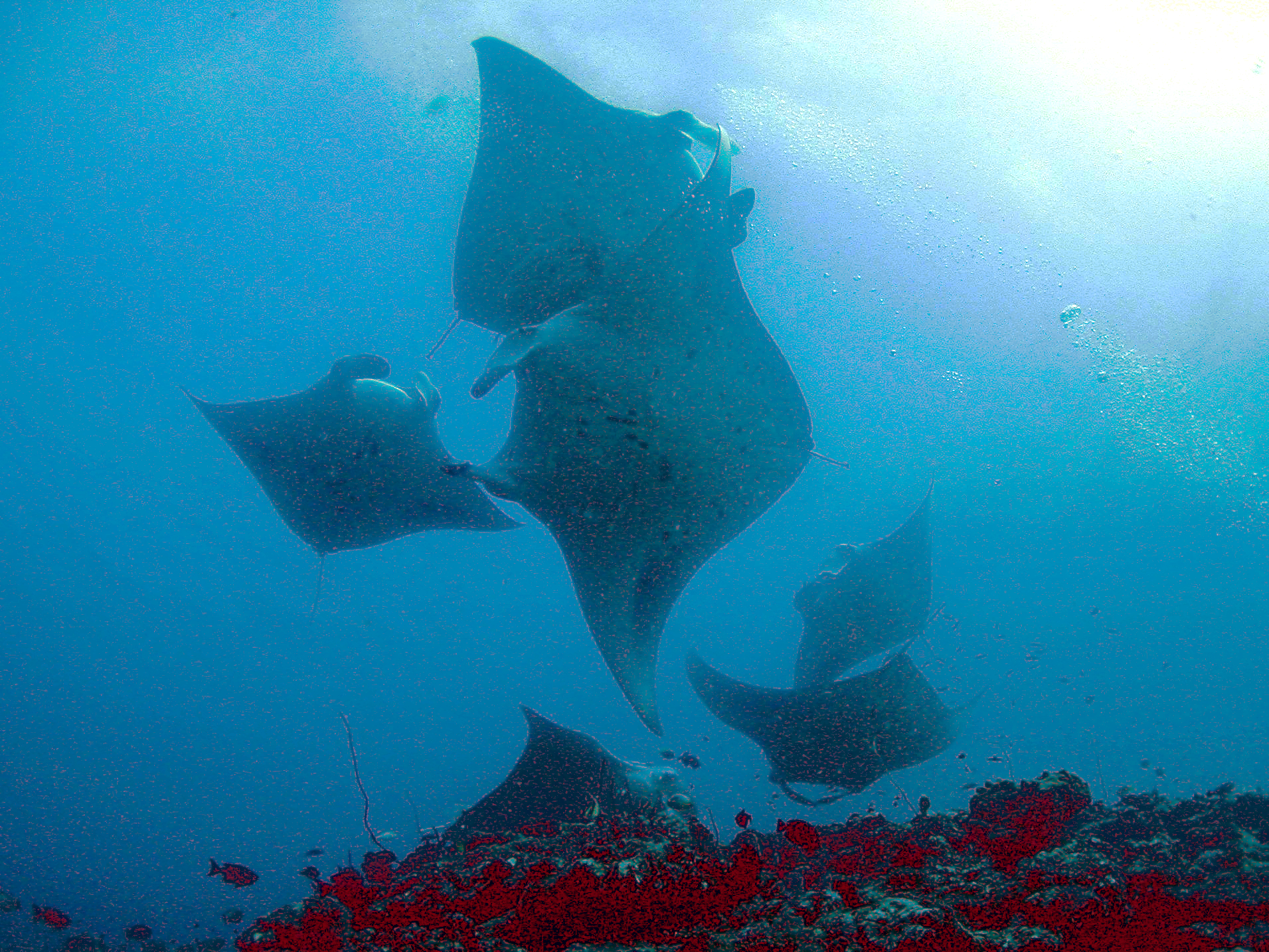
Mobula alfredi

Em relação à migração, as distâncias diárias de migração, desta espécie, podem atingir até 70 km e as migrações anuais podem atingir entre 270 a 500 km. A escolha do tamanho das áreas para habitar são influenciadas pelos hábitos de acasalamento ou pela produtividade presente nas diferentes áreas. As migrações parecem estar relacionadas com as mudanças da temperatura e com a produtividade do zooplâncton. Quando ocorrem ventos sazonais, a mudança das correntes oceânicas afeta a direção das jamantas-de-recife, fazendo com que estas nadem nas correntes ou encontrem menos dificuldades em navegar contra as mesmas.
Geralmente, os indivíduos desta espécie migram para o sul durante verão e para o norte durante o inverno. Acredita-se que as jamantas da espécie Mobula alfredi utilizam os recifes de corais e ilhas como pontos de referência para se orientarem na sua área de vida e também para auxiliá-las na navegação durante a migração. Em outras palavras, esses elementos geográficos servem como guias naturais que as jamantas-de-recife utilizam para se deslocar e se localizar no seu ambiente, tanto nas suas áreas habituais quanto durante as suas viagens migratórias.

## Estado de Conservação

Estado de conservação da Mobula alfredi

As jamantas-de-recife foram classificadas como vulneráveis pela Lista Vermelha da IUCN (International Union for Conservation of Nature). A maior ameaça destes animais é a pesca comercial, tanto intencionalmente como acidentalmente. A pesca causou uma diminuição de cerca de 30% da espécie. Para além desta ameaça, existe uma preocupação relacionada com a redução da disponibilidade de plâncton devido às alterações climáticas, provocando uma diminuição do seu número nas populações. Estas têm uma baixa taxa de reprodução, e portanto estes fatores levam à diminuição das suas áreas de reprodução e aglomeração. 
Contudo, já existem alguns países que estão a implementar regulamentações e a criar santuários marinhos para estes animais.  No entanto, como as leis de proteção para as mantas são relativamente recentes em relação aos outros animais, e por não haver muita fiscalização em relação às mesmas, as populações dessas espécies continuam diminuindo sob essa ameaça. A divulgação científica tem o papel de reverter essa situação, ajudando as pessoas a terem noção que um animal desses é muito mais valioso vivo.

## Ameaças Antropogênicas

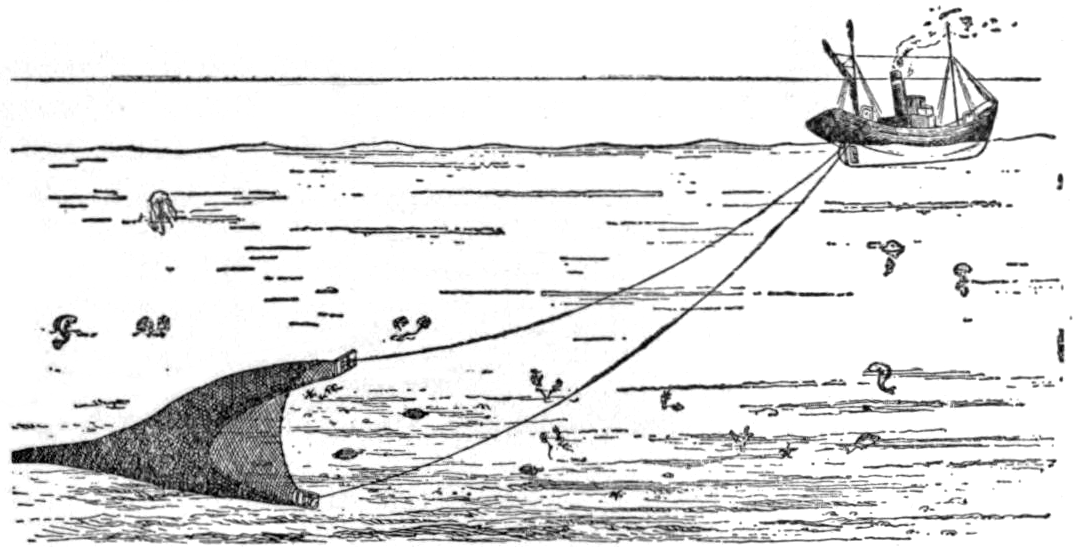
Pesca de Arrasto

As ameaças antropogênicas desta espécie relacionam-se sobretudo com a pesca, como mencionado anteriormente, sobretudo a pesca de arrasto.  A captura acidental e sobrepesca são consideradas uma das principais ameaças à sua sobrevivência, para além de outros fatores como a poluição e alterações climáticas que podem levar à perda de alimento e habitat proporcionando a sua letalidade.

## Predadores Naturais
Devido ao seu grande tamanho e à sua grande velocidade de natação, em caso de perigo, a Mobula alfredi tem muitos poucos predadores naturais. Apesar disso, esses predadores podem ser fatais para esta espécie. Apenas os grandes tubarões, como o tubarão-tigre (Galeocerdo cuvier), o grande tubarão-martelo (Sphyrna mokarran) ou o tubarão-touro (Carcharhinus taurus), bem como a falsa orca (Pseudorca crassidens) e a orca (Orcinus orca) são conhecidos por matar e alimentarem-se das jamantas. A jamanta-de-recife pode escapar de um ataque, deixando-a sem uma parte da barbatana. Um facto curioso é que número relativamente grande de cicatrizes foram encontradas nos juvenis desta espécie. Isto sugere que estes individuos, na sua fase juvenil, sofrem ataques mais frequentes devido ao seu menor tamanho corporal.

## Importância Económica para Humanos

### Positiva
A presença da Mobula alfredi nos recifes contribui significativamente para o ecoturismo em regiões como a Indonésia, África Oriental e Havaí. Em algumas regiões, os turistas chegam a pagar elevadas quantias para terem a experiência de mergulhar com estas criaturas majestosas. No entanto, no continente asiático, essa espécie enfrenta sérias ameaças devido à pesca indiscriminada. As M.alfredi são alvo de pesca intensiva, principalmente devido a algumas partes do seu corpo, como as barbatanas cefálicas, que são vendidas pelo seu valor medicinal e para iguarias culinárias. Assim, isso coloca em risco as populações das mantas e realça a importância da conservação dessas espécies vulneráveis.

### Negativa
Do ponto de vista econômico para os seres humanos, as mantas desta espécie não têm impactos negativos conhecidos.